# Kalmosaari (Kuopio, Suvasvesi, Ukonlahti)
Kalmosaari är en ö i Finland. Ordet kalmosaari hänvisar antagligen att ön har varit begravningsplats. Ön ligger i sjön Suvasvesi och i kommunen Kuopio i den ekonomiska regionen  Kuopio och landskapet Norra Savolax, i den centrala delen av landet, 300 km nordost om huvudstaden Helsingfors. Öns area är 0,4 hektar och dess största längd är 150 meter i öst-västlig riktning.